# Ілюзія (фільм)
Ілюзія (англ. Illusion) — американська мелодрама.

## Сюжет
Колись популярний, а нині старий і хворий кінорежисер чекає смерті. У його уяві з'являються спогади про життя свого сина. Все починається в середині 30-х років, коли його син-підліток закоханий у дівчину на ім'я Ізабель.

## У ролях
- Кірк Дуґлас — Дональд Бейнс
- Майкл Гурджиан — Крістофер
- Карен Такер — Ізабель
- Браян Кренстон — Девід
- Річмонд Аркетт — Мортімер
- Рон Мараско — Стен
- Тед Реймі — Ян
- Крістен Клемент — Сара
- Кевін Вайзман — Кей
- Рональд Віктор Гарсія — Ендрю
- Майкл Кеммерлінг — Сеймур
- Жуль Брафф — Рене
- Ненсі Джеффріс — Анастасія